# Harris Bank Addition II
De Harris Bank Addittion II is een wolkenkrabber in Chicago, Verenigde Staten. De bouw begon in 1975 en werd in 1977 voltooid.

## Ontwerp
De Harris Bank Addition II is 155,45 meter hoog en telt 38 verdiepingen. Het kantoorgebouw is door Skidmore, Owings and Merrill in de Internationale Stijl ontworpen en heeft een oppervlakte van 65.032 vierkante meter.
In de lobby van het gebouw vindt men het kunstwerk "Remembrance and Growth" van Yaakov Agam.